# Мурат III
Мурат III (тур. III. Murad; 4. јул 1546 — 15. јануар 1595) је био султан Османског царства од 1574. до његове смрти 1595. 
Његова владавина водила је битке са Хабзбурговцима и исцрпљујућим ратовима са Сафавидима. Дуго независни Мароко је неко време постао вазал царства, али је поново стекао независност 1582. Његова владавина је такође довела до ширења утицаја империје на источној обали Африке. Међутим, царство је било оптерећено све већом корупцијом и инфлацијом из Новог света, што је довело до немира међу јањичарима. Односи са елизабетанском Енглеском су зацементирани током његове владавине јер су имали заједничког непријатеља у Шпанцима. Такође је био велики покровитељ уметности, наручивши Сијер-и-Неби и друге илустроване рукописе.
Био је омиљени унук султана Сулејмана Величанственог. За султана је проглашен 1574. након смрти свог оца Селима II. Живео је сарајским животом исто као и његов отац. Био је ожењен султанијом Сафије и са њом је имао троје деце, две ћерке и једног сина. Био је прослављени песник.

## Битка код Коње и принчевско доба
Мурат је рођен 4. јула 1546. године као најстарији син султана Селима II и султаније Нурбану. Мурат је добио сву очеву пажњу зато што је одиграо кључну улогу и бици код Коње, коју је његов отац Селим водио против свог брата, принца Бајазита. Битка је ишла Бајазиту на руку, његова војска је продрла у Селимов табор. Сам Бајазит је учествовао у бици и борио се против Селимових војника. Преломни моменат битке био је када је Мурат, схвативши озбиљност ситуације, стрелом погодио свог стрица Бајазита у груди и тиме ставио тачку на битку код Коње.
Био је намесник у Сарухану (Маниси) за време владавине султана Сулејмана, као и за време владавине свога оца Селима II. Селим је већи део државне управе препустио везирима. И Мурат је живео сарајски, али је био активан у спољној и унутрашњој политици. Он је наставио политику султана Сулејмана и реформисао законе, уређивао администрацију. Престо је наследио са својих 28 година. Био је већ искусан принц, имао је политичког и војног искуства.

## Владавина
Мурат је ступио на престо 15. децембра 1574. године, одмах потом је наредио да се задаве петорица његове браће, како би се осигурао мир унутар царства. Сарађивао је са енглеским двором. Био је то стратешки потез како би се склопило савезништво против католичких земаља и њихових владара. Крај себе је имао генијалног великог везира, Мехмед-пашу Соколовића, који је држао ред у царству за време владавине Селима II, па све до његовог убиства 1579. године.
Након смрти Мехмед Соколовић- паше наступа кризни период у османском царству. Дошло је до драстичног ширења корупције која је стигла чак до војске, која је била покретачка сила и камен темељац османске империје. Државни врх који је примао мито, као и војска у којој је почела да влада самовоља, биле су препрека даљем развоју и освајањима османске империје. Међутим, Мурат III је својом политиком успео да се избори са тим и створи још моћнију државу. Уређивао је администрацију, реорганизовао је војску и државне институције, као и школство.
Године 1578. Рамадан-паша је заузео Мароко. Тиме је у потпуности сломљен утицај Португалаца у северној Африци, а превласт Османског царства осигурана.
Османлије су биле у рату са Сафавидима. Рат је покренуо шах Исмаил II, син шаха Тахмаспа. Персијски шах није доживео крај рата с обзиром да је преминуо 1589. године. Рат је трајао 12 година, а завршен је споразумом у Истанбулу 1590. године. Османско царство је тада остварило своје највеће проширење ка истоку Територији царства придодати су: Карс, Тбилиси, Гања, Шехризор и Табриз.
Султан је обновио мир са Аустријом на 8 година. Мир је прекинут 1593. године зато што је аустријски цар Рудолф II престао да плаћа данак османском султану, што је договрено још у време Муратовог деде, султана Сулејмана I Величанственог. Поред тога, цар Рудолф изазвао је побуне у Влашкој, Молдавији и Трансилванији. Под тим условима, султан је, на инсистирање Синан-паше, објавио рат Аустрији. Тели Хасан-паша је са војском кренуо у опсаду Сиска. Браниоци (православни и римо-католици) су пружили изузетно жесток отпор при одбрани Сиска. Султан Мурат није доживео крај рата. Преминуо је 15. јануара 1595. године у Топкапи палати, у Истанбулу.
Да не би заостали за Европом, Мурат је директно из државне благајне финансирао пешадију и развој ватреног оружја. Његову владавину пратила је финансијска криза изазвана инфлацијом због велике количине сребра, допремљеног из Новог света. Инфлација је била висока што је изазвало незадовољство код јаничара и других људи. Превелика популација, финансијска криза, бројни револти који су највише штете оставили у Анадолији настали након његове смрти оставили су његовим наследницима пуне руке посла и кочиле даљу експанзију Османске империје.
Мурат III је као песник написао једну од најлепших песама из Османског доба, која је и дан данас популарна, а зове се Uyan ey gözlerim (Пробудите се очи моје). Његова песма се често може наћи на турским фестивалима.

## Живот султана Мурата III
Мурат III није био толико политички активан, колико је био посвећен религији и уметности. Био је генијалан писац, чије песме представљају важан културни извор из периода османског царства. Проводио је време са филозофима, писцима, уметницима, црквеним учењацима. Течно је говорио арапски и персијски језик. Познато је да је био веома религиозан, те је владао по шеријату и канонама.
Његова миљеница била је султанија Сафије. Она је била Венецијанка из племените породице Бафо. Њено право име било је Софија Бафо. Била је киднапована од стране турских гусара, који су је продали и дали у харем Топкапи палате. Сафије није била у добрим односима са султанијом Нурбану, женом султана Селима II и мајком султана Мурата III. Њен негативан став према Сафије вуче корене још из времена владавине султана Сулејмана Величанственог. Познато је да је султанија Сафије била робиња у служби султаније Михримах са којом Нурбану није била у добрим односима. Нурбану је чинила све напоре како би одвојила Сафије од свог сина. У томе је и делимично успела, али је то било само привремено. Након њене смрти, султанија Сафије поново постаје султанова главна конкубина. Она је вртоглавом брзином дошла до огромног богатства и исто тако остварила снажан политички утицај, који је свој врхунац достигао за време владавине њеног сина, султана Мехмеда III. Њена моћ била је толико велика да је играла кључну улогу у атентату на великог везира Мехмед-пашу Соколовића 1579. године.
Султан Мурат је велики део свога времена посвећивао боравку у харему. Од других активности волео је лов. Био је сјајан стрелац, али није био војно активан. Он је био велики покровитељ изградњи џамија широм Османског царства. Један од познатијих џамија чији је ктитор био јесте Валиде џамија, изграђена у част његове мајке.

## Спољна политика
Мурат је имао неколико трговинских споразума закључених са Енглеском, Венецијом, Ђеновом и Француском. У време Бартоломејске ноћи 1572, католичка црква почела је да врши ембарго на енглеску трговину. Тада је Мурат изашао у сусрет краљици Елизабети и омогућио енглеским бродовима да користе османске луке како би трговали са остатком Европе. Имао је неколико преписака са краљицом Елизабетом I. Говорио је како су ислам и протестантизам веома слични јер немају идоле као католици и да они треба заједно да се боре против неверника. Елизабета је тражила интервенцију Турака 1585. за време рата са Шпанијом. Добри односи са Енглеском наставили су се и након Муратове смрти, а одржавали су их султанија Сафије и његов син Мехмед III.
Он је одлично искористио ривалитет Француске и Енглеске те је Османско царство профитирало од новца које су две земље давале зарад трговачких повластица на Средоземљу.
У позним годинама његове владавине почиње Дуги рат (1593-1606). Једна од значајнијих битака које су се десиле у његово време јесте битка код Сиска 1594. коју су Османлије изгубиле. То је био први копнени пораз Османлија. Године 1594, као акт освете побуњеним Србима, спаљене су мошти Светог Саве на Врачару.

## Позне године и смрт
Живео је сарајским животом, а последњих година није уопште излазио из Топкапи палате, у страху да га јаничари не склоне са престола. Ишао је само на молитве петком. У последњим годинама живота друштво му је стално правила султанија Сафије, са којом је имао сина Мехмеда. Наредио је да се његова мајка сахрани у турбету свога оца. То је био први пут да се једна конкубина сахрани у султановом турбету. Мурат је преминуо 1595. године у Топкапи палати.

## Породица
Мурат III је имао 25 синова и 29 кћерки; 17-оро кћерки је умрло током избијања куге 1598. године , док је његових 19-оро синова погубљено 1595. године (две недеље након смрти Мурата III). Такође, кружиле су гласине да је када је ступио на престо, султан Мехмед III наредио да се петнаест трудних наложница свог оца ставе у врећу и баце у Босфор.
Синови
1. Мехмед III (26 мај 1566 — 21 децембар 1603; мајка — Сафије [8][6])
2. шехзаде Сулејман (1567[9] —25. мај 1577[5]; мајка — Сафије [8])
3. шехзаде Селим (8. јануар 1579[5] — 1580[9]; мајка — Сафије)
4. шехзаде Осман[10] (1572 — 1573[5]; мајка — Сафије)
5. шехзаде Бајазит[11] (1586 — погубљен 28 јануара 1595[9])
6. шехзаде Абдулах[11] (1583 — погубљен 28 јануара 1595[9][5])
7. шехзаде Махмуд (11. јул 1572[12] — 1581[9]; мајка — Сафије[8])
8. син (рођен и умро у јуну 1582[9]; мајка — Сафије)
9. шехзаде Џихангир[11] (фебруар — август 1585[9])
10. шехзаде Сулејман[13] (фебруар — октобар 1585[9])
11. шехзаде Мустафа[11] (1585 — погубљен 28 јануара 1595[9])
12. шехзаде Џихангир (1587 — погубљен 28 јануара 1595[9])
13. шехзаде Абдурахман[10] (погубљен 28 јануара 1595[9])
14. шехзаде Ахмед[9] (погубљен 28 јануара 1595[9])
15. шехзаде Аладин[10] Давуд[9] (погубљен 28 јануара 1595[9])
16. шехзаде Алемшах[10] (погубљен 28 јануара 1595[9])
17. шехзаде Али[10] (погубљен 28 јануара 1595[9])
18. шехзаде Хасан[11] (погубљен 28 јануара 1595[9])
19. шехзаде Хусејин[11] (погубљен 28 јануара 1595[9])
20. шехзаде Исхак[11] (погубљен 28 јануара 1595[9])
21. шехзаде Коркут[10] (погубљен 28 јануара 1595[9])
22. шехзаде Мурад[11] (погубљен 28 јануара 1595[9])
23. шехзаде Омер[10] (погубљен 28 января 1595[9])
24. шехзаде Јакуп[10] (погубљен 28 јануара 1595[9])
25. шехзаде Јусуф[10] (погубљен 28 јануара 1595[9])

Кћери
- Михримах-султанија[14] (1564 — 1612[5]; мајка — Сафије[15])
- Ајше-султанија[13] (1570[16] — 15 мај 1605[9]; мајка — Сафије[9][8][17])
- Фатма-султанија[13] (1574 — 1610; мајка — Сафије[8][18])
- Хумашах-султанија[19] (1580 — 13. септембар 1659; мајка — Сафије[9])
- Хатиџе-султанија[14][9]  (ум. 10. мај 1659)
- Фахрихан-султанија[13] (1594 — 16. новембар 1678)
- Рукије-султанија[14] (мајка — Шемсирухсар-хатун[20])
- Саиме-султанија[14] (? — 1673)
- Бејхан-султанија (ум. 15. јуна 1654) — удата 1613 за вођу јањичара Мустафа-агу.
- Гевхерхан-султанија — удата 1613 за Хасан-пашу (умро 1623). Умрла је за време
- Абиде-султанија

## Породично стабло
|  |                         |  |  |  |  |  |  |  |  |  |  |  |  |  |  |  |
|  | 8. Селим I              |  |  |  |  |  |  |  |  |  |  |  |  |  |  |  |
|  |                         |  |  |  |  |  |  |  |  |  |  |  |  |  |  |  |
|  |                         |  |  |  |  |  |  |  |  |  |  |  |  |  |  |  |
|  | 4. Сулејман I           |  |  |  |  |  |  |  |  |  |  |  |  |  |  |  |
|  |                         |  |  |  |  |  |  |  |  |  |  |  |  |  |  |  |
|  |                         |  |  |  |  |  |  |  |  |  |  |  |  |  |  |  |
|  | 9. Султанија Ајше Хафса |  |  |  |  |  |  |  |  |  |  |  |  |  |  |  |
|  |                         |  |  |  |  |  |  |  |  |  |  |  |  |  |  |  |
|  |                         |  |  |  |  |  |  |  |  |  |  |  |  |  |  |  |
|  | 2. Селим II             |  |  |  |  |  |  |  |  |  |  |  |  |  |  |  |
|  |                         |  |  |  |  |  |  |  |  |  |  |  |  |  |  |  |
|  |                         |  |  |  |  |  |  |  |  |  |  |  |  |  |  |  |
|  | 10. Гаврило Лисовски    |  |  |  |  |  |  |  |  |  |  |  |  |  |  |  |
|  |                         |  |  |  |  |  |  |  |  |  |  |  |  |  |  |  |
|  |                         |  |  |  |  |  |  |  |  |  |  |  |  |  |  |  |
|  | 5. Султанија Хурем      |  |  |  |  |  |  |  |  |  |  |  |  |  |  |  |
|  |                         |  |  |  |  |  |  |  |  |  |  |  |  |  |  |  |
|  |                         |  |  |  |  |  |  |  |  |  |  |  |  |  |  |  |
|  | 11. Катарина Лисовска   |  |  |  |  |  |  |  |  |  |  |  |  |  |  |  |
|  |                         |  |  |  |  |  |  |  |  |  |  |  |  |  |  |  |
|  |                         |  |  |  |  |  |  |  |  |  |  |  |  |  |  |  |
|  | 1. Мурат III            |  |  |  |  |  |  |  |  |  |  |  |  |  |  |  |
|  |                         |  |  |  |  |  |  |  |  |  |  |  |  |  |  |  |
|  |                         |  |  |  |  |  |  |  |  |  |  |  |  |  |  |  |
|  | 3. Султанија Нурбану    |  |  |  |  |  |  |  |  |  |  |  |  |  |  |  |
|  |                         |  |  |  |  |  |  |  |  |  |  |  |  |  |  |  |
|  |                         |  |  |  |  |  |  |  |  |  |  |  |  |  |  |  |